# Alexander Herr
Alexander Herr, född 4 oktober 1978 i Furtwangen im Schwarzwald, är en tysk tidigare backhoppare. Han representerade SC Villingen och SV Schonach/Rohrhardsberg.

## Karriär
Alexander Herr började med backhoppning som fyraåring. Hans första framgångar kom under junior-VM 1993 i Harrachov i Tjeckien. han vann en bronsmedalj i båda tävlingarna, individuellt och i laghopp. Han vann guld i lagtävlingen under junior-VM 1995 i Gällivare i Sverige och även i junior-VM 1996 i Asiago i Italien.
Herr debuterade i världscupen 10 december 1994 i Harrachov där han blev nummer 26. Han var första gången på prispallen i världscupen 10 mars 2004 i deltävlingen Kuopio i Finland där han blev nummer tre efter norrmännen Bjørn Einar Romøren och Roar Ljøkelsøy. Herr tävlade 11 säsonger i världscupen. Han blev nummer 24 sammanlagt säsongen 2004/2005, vilket är hans bästa resultat i världscupen.
Alexander Herrs första och enda Skid-VM var i Lahtis i Finland 2001. Han vann to VM-medaljer, en bronsmedalj i normalbacken, efter Österrike och Finland, och en guldmedalj i lagtävlingen i stora backen. Tyskland vann klart före Finland och Österrike. I de individuella tävlingarna blev Herr nummer 7 i stora backen och nummer 16 i normalbacken.
I VM i skidflygning 2006 i Kulm i Bad Mitterndorf i Österrike vann Herr en bronsmedalj tillsammans med lagkamraterna Michael Neumayer, Georg Späth och Michael Uhrmann i lagtävlingen. Tyskland var 123,2 poäng efter norska laget och 103,2 poäng efter Finland. I den individuella tävlingen blev Alexander Herr nummer 21.
Herr deltog i olympiska spelen 2006 i Turin i Italien. Han deltog endast i tävlingen i normalbacken i Pragelato och slutade på en delad 21:e plats, 23,5 poäng från en medalj.

## Övrigt
Efter en schism med den tyska landslagsledningen vid de olympiska vinterspelen i Turin 2006 valde Alexander Herr efter tillstånd från tyska skidförbundet att träna med svenska skidförbundet från och med säsong 2006/2007. Han sökte även svenskt medborgarskap med förhoppning om att få tävla för Sverige i framtiden, men nekades. Sedan tränade han med polska landslaget och kunde möjligen uppnå polsk medborgarskap då hans mor var polsk. Sommaren 2007 avslutade han dock sin idrottskarriär.
Alexander Herr funderade senare på att göra come-back. Han startade i två tävlingar i FIS-Cup 2009 och hade som mål att starta i OS 2010 i Vancouver i Kanada. Han misslyckades dock, bland annat på grund av sjukdom.

## Senare karriär
Sedan 2008 har Alexander Herr ingått i tänarteamet till damlaget till Bundesligalaget SC Freiburg. 